# Waldsee (Verbandsgemeinde)
Waldsee est une Verbandsgemeinde (collectivité territoriale) de l'arrondissement de Rhin-Palatinat dans la Rhénanie-Palatinat en Allemagne. Le siège de cette Verbandsgemeinde est dans la commune de Waldsee.
La Verbandsgemeinde de Waldsee consiste en cette liste d'Ortsgemeinden (municipalités locales) :

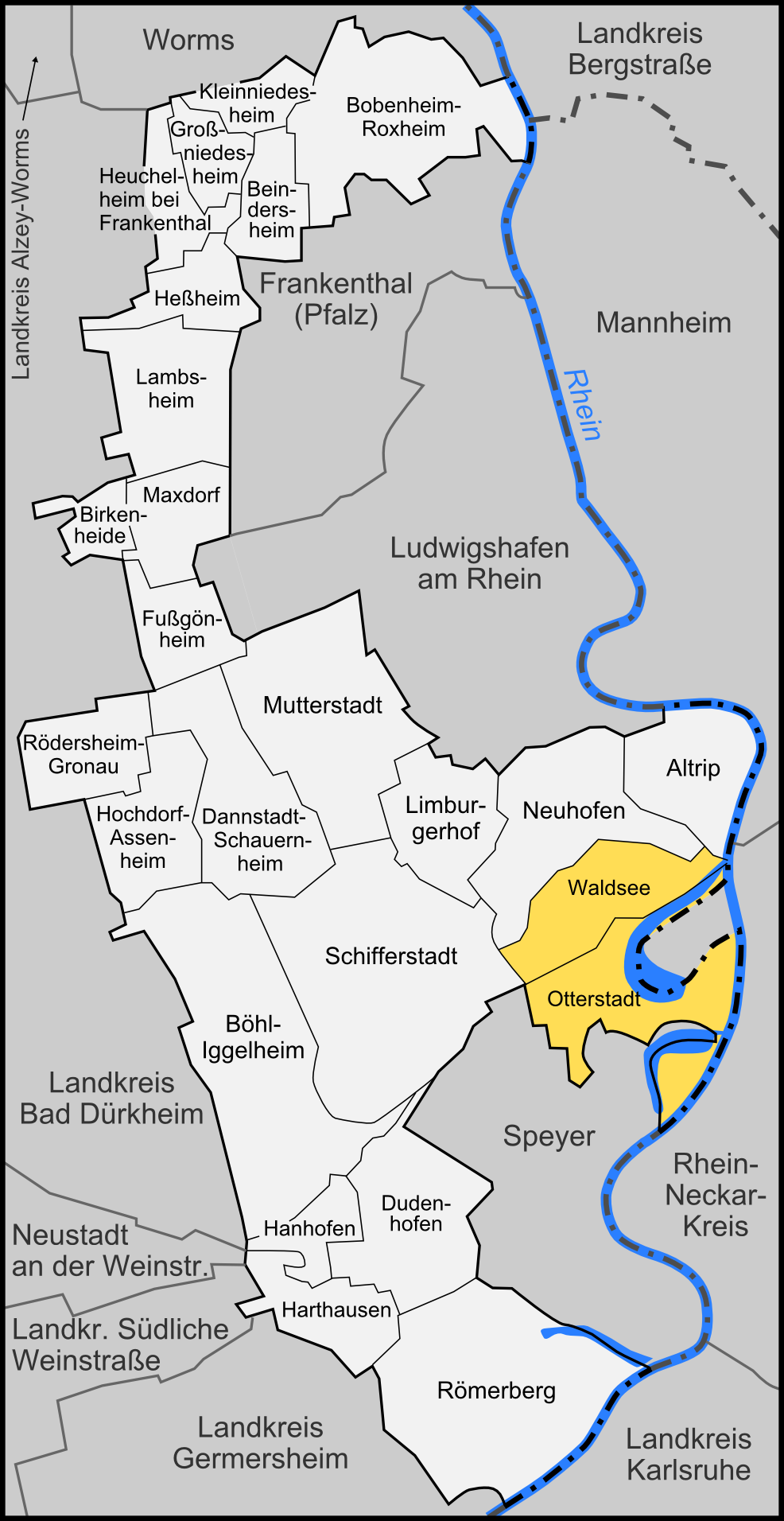
Localisation de la Verbandsgemeinde de Waldsee dans l'arrondissement de Rhin-Palatinat

1. Otterstadt
2. Waldsee